# Neobotyodes crocopteralis
Neobotyodes crocopteralis is een vlinder uit de familie van de grasmotten (Crambidae), uit de onderfamilie van de Spilomelinae. De wetenschappelijke naam van deze soort is voor het eerst voorgesteld als Botyodes crocopteralis door George Francis Hampson in een publicatie uit 1898.
De soort komt voor in India (Sikkim), Bhutan, Nepal, Myanmar en Thailand.